# جيمس فريدريك جوي
جيمس فريدريك جوي (بالإنجليزية: James Frederick Joy)‏ هو محامي وسياسي أمريكي، ولد في 1810 بدورهام في الولايات المتحدة، وتوفي في 1896 بديترويت في الولايات المتحدة. حزبياً، نشط في الحزب الجمهوري. وقد انتخب عضو مجلس نواب ميشيغان ‏.